# Santa Florentina
Santa Florentina är en ort i Argentina.   Den ligger i provinsen La Rioja, i den nordvästra delen av landet, 1 100 km nordväst om huvudstaden Buenos Aires. Santa Florentina ligger 1 416 meter över havet och antalet invånare är 129.
Terrängen runt Santa Florentina är huvudsakligen kuperad, men norrut är den bergig. Runt Santa Florentina är det glesbefolkat, med 9 invånare per kvadratkilometer.. Närmaste större samhälle är Chilecito, 6,7 km sydost om Santa Florentina. 
Omgivningarna runt Santa Florentina är i huvudsak ett öppet busklandskap.